# Pedro de Valdivia (métro de Santiago)
Pedro de Valdivia est une station de la Ligne 1 du métro de Santiago, dans le commune de Providencia.

## Histoire
La station est ouverte depuis 1980. Malgré la courte distance de la station est Avenida Pedro de Valdivia. Cette avenue rappelle le conquistador espagnol Pedro de Valdivia, fondateur de Santiago et premier gouverneur de la Capitainerie générale du Chili. Il est symbolisé à ses débuts avec l'image de ce conquérant indien et une bannière.